# Julius Goltermann
Julius Goltermann (né le 15 juillet 1823 à Hambourg; † 4 avril 1876 à Stuttgart) est un violoncelliste et compositeur allemand.

## Biographe
Goltermann, fils du musicien Johann Heinrich David Goltermann, a formé avec Prell (père et fils) et les frères Lee ce qu'on a appelé l'École de Hambourg du violoncelle. Il était un élève de Friedrich August Kummer et a occupé le poste de violoncelle solo de l'Opéra d'État de Hambourg, mais a également été recherché comme soliste. À partir de 1850, il a été professeur au Conservatoire de Prague. Sont issus de sa classe de violoncelle entre autres Julius Cabisius et David Popper. Il a ensuite été nommé violoncelle solo de la Hofkapelle Stuttgart (en), où il a pris sa retraite en 1870.
Le 3 décembre 1855, il a participé à la première exécution du Trio avec piano en sol mineur, Op. 15 de Bedřich Smetana, à Prague, avec Smetana en personne au piano et Antonín Bennewitz comme violoniste.

## Œuvres
Goltermann s'est toujours tenu dans l'ombre de son collègue portant le même nom Georg Goltermann, avec qui il est souvent confondu dans la littérature. N'ont été imprimées que quelques œuvres qui ont été conservées, par exemple, les Souvenirs de Bellini. On peut citer :
- Concerto no 4 en sol majeur, opus 65